# 3. Garde-Kavallerie-Brigade (Deutsches Kaiserreich)
Die 3. Garde-Kavallerie-Brigade  war ein von 1866 bis 1918 bestehender Großverband der Preußischen Armee.

## Geschichte
Die Brigade wurde nach dem Deutschen Krieg am 30. Oktober 1866 in Berlin errichtet. Ihr waren das 1. und 2. Garde-Dragoner-Regiment sowie das 2. Garde-Ulanen-Regiment unterstellt. Gemeinsam mit der 1. und 2. Garde-Kavallerie-Brigade bildete sie die Garde-Kavallerie-Division des Gardekorps. Zum 1. April 1890 schied das 2. Garde-Ulanen-Regiment aus dem Brigadeverbund und trat zur neugebildeten 4. Garde-Kavallerie-Brigade über.

### Deutsch-Französischer Krieg
Im Krieg gegen Frankreich nahm die Brigade am 16. August 1870 zunächst an der Schlacht bei Mars-la-Tour teil. Dort befand sich die deutsche Infanterie in einer bedrohlichen Lage, die die Brigade mit Unterstützung des Schleswig-Holsteinischen Dragoner-Regiments Nr. 13 unter hohen Verlusten bereinigen konnte. Anschließend war die Brigade am 18. August und 1. September in die Schlachten bei Gravelotte und Sedan eingebunden. Vom 19. September 1870 bis 28. Januar 1871 beteiligte sie sich an der Einschließung und Belagerung von Paris.

### Erster Weltkrieg
Bei der Mobilmachung anlässlich des Ersten Weltkriegs war die Brigade zunächst an der Westfront im Einsatz und verlegt im Juli 1915 an die Ostfront. Sie operierte ab dem 18. Oktober 1916 selbständig.

#### 1914
- 04. bis 13. August – Grenzschutz- und Aufklärungskämpfe vor der Heeresfront an der belgisch-luxemburgischen Grenze
- 14. bis 20. August – Gewaltsame Erkundung der feindlichen Stellungen bei Dinant
- 23. bis 24. August – Schlacht bei Namur
- 29. bis 30. August – Schlacht bei St. Quentin
- 06. bis 9. September – Schlacht am Petit Morin
- 12. bis 16. September – St. Erme, Juvincourt, La Ville-aux-Bois, Prouvais
- 13. bis 22. September – Kämpfe an der Aisne
- 01. bis 13. Oktober – Schlacht bei Arras
- 09. Oktober – Erzwingung des Übergangs über den Kanal von La Bassée bei Don
- 11. Oktober – Erstürmung von La Bassée
- 13. Einnahme von Givenchy
- 13. Oktober bis 8. November – Stellungskämpfe in Flandern und Artois
  - 15. bis 28. Oktober – Schlacht bei Lille
  - 30. Oktober bis 8. November – Schlacht bei Ypern
- 09. bis 30. November – Schlacht an der Yser
- ab 1. Dezember – Stellungskämpfe an der Yser

#### 1915
- bis 21. April – Stellungskämpfe an der Yser
- 22. April bis 25. Mai – Kämpfe um Ypern
- 26. Mai bis 26. Juni – Stellungskämpfe an der Yser
- 02. bis 15. Juli – Transport nach dem Osten
- 16. bis 18. Juli – Durchbruchsschlacht von Krasnostaw
- 19. bis 28. Juli – Kämpfe im Anschluss an die Durchbruchsschlacht von Krasnostaw
- 29. bis 30. Juli – Durchbruchsschlacht von Biskupice
- 31. Juli bis 19. August – Verfolgungskämpfe vom Wieprz bis zum Bug
- 19. bis 28. August – Heeresgruppen-Reserve
- 29. bis 30. August – Gefecht bei Kobryn
- 31. August bis 15. September – Heeresgruppen-Reserve
- 19. bis 24. September – Kämpfe an der oberen Schtschara-Serwetsch
- 25. September bis 3. Oktober – Stellungskämpfe an der oberen Schtschara-Serwetsch
- ab 1. Oktober – Stellungskampf in den Prypjatsümpfen

#### 1916
- ganzjährig Stellungskampf in den Prypjatsümpfen

#### 1917
- bis 1. Dezember – Stellungskampf in den Prypjatsümpfen
- 02. bis 17. Dezember – Waffenruhe
- ab 17. Dezember – Waffenstillstand

#### 1918
- bis 11. Februar – Waffenstillstand
- 11. Februar bis 2. März – Reserve der Heeresgruppe Linsingen
- 03. bis 15. März – Okkupation großrussischen Gebietes
  - Landungsabteilung Brandenstein (Finnland-Intervention)
- 12. bis 15. März – Transport nach Zossen, Umbildung zur Garde-Kavallerie-Schützen-Division

### Kommandeure
| Dienstgrad                   | Name                                   | Datum                                                                |
| ---------------------------- | -------------------------------------- | -------------------------------------------------------------------- |
| Generalmajor                 | Albert von Rheinbaben                  | 30. Oktober 1866 bis 13. Januar 1868                                 |
| Oberst/Generalmajor/         | Wilhelm von Brandenburg                | 14. Januar 1868 bis 30. Oktober 1872                                 |
| Oberst/Generalmajor          | Walter von Loë                         | 31. Oktober 1872 bis 12. Mai 1879                                    |
| Oberst/Generalmajor          | Adolf von Zedlitz und Leipe            | 13. Mai 1879 bis 15. August 1883                                     |
| Oberst                       | Gebhard Friedrich von Krosigk          | 21. August 1883 bis 11. Februar 1884                                 |
| Oberst                       | Friedrich von Hohenzollern-Sigmaringen | 12. Februar bis 3. Dezember 1883 (mit der Führung beauftragt)        |
| Oberst/Generalmajor          | Friedrich von Hohenzollern-Sigmaringen | 04. Dezember 1883 bis 21. März 1889                                  |
| Generalmajor/Generalleutnant | Albert von Sachsen-Altenburg           | 22. März 1889 bis 2. November 1891                                   |
| Oberst/Generalmajor          | Hugo von Kotze                         | 03. November 1891 bis 13. Juli 1895                                  |
| Oberst/Generalmajor          | Walther von Moßner                     | 14. Juli 1895 bis 31. März 1898                                      |
| Oberst/Generalmajor          | Arthur von Klinckowström               | 01. April 1898 bis 29. Mai 1902                                      |
| Oberst                       | Max von Mitzlaff                       | 30. Mai 1902 bis 19. Juli 1904                                       |
| Oberst                       | Carl Bartsch von Sigsfeld              | 20. Juli 1904 bis 18. Oktober 1905 (mit der Führung beauftragt)      |
| Oberst/Generalmajor          | Carl Bartsch von Sigsfeld              | 19. Oktober 1905 bis 31. Oktober 1907                                |
| Oberst                       | Harry von Boddien                      | 01. November 1907 bis 9. September 1908 (mit der Führung beauftragt) |
| Oberst/Generalmajor          | Harry von Boddien                      | 10. September 1908 bis 28. April 1912                                |
| Oberst/Generalmajor          | Karl-Ulrich von Bülow                  | 28. April 1912 bis 1. August 1914                                    |
|                              | Karl Otto Schuler von Senden           | 02. August bis 1. Oktober 1914                                       |
| Oberst                       | Fritz von Zedlitz und Leipe            | 02. Oktober 1914 bis 22. Januar 1916                                 |
| Oberst                       | Adolf von Schaumburg-Lippe             | 23. Januar bis 15. Oktober 1916                                      |
| Oberst                       | Max von Holzing-Berstett               | 16. Oktober bis 1. Dezember 1917                                     |
| Oberst/Generalmajor          | Otto Freiherr von Brandenstein         | 02. Dezember 1917 bis 4. November 1918                               |